# Песенка
«Песенка» (укр. «Пісенька») — пісня російського танцювального техно-поп-гурту «Руки Вверх!». Виконана у стилі євроденс. Ввійшла до альбому «Сделай погромче!».

## Історія
Російською мовою пісня вперше з'явилася у 1998 році в альбомі «Сделай погромче!». Жіночий вокал виконувала солістка гурту «Руки Вверх!» Єлизавета Роднянська. Вона ж виконувала пісню і на концертах. Однак згодом під фонограму з її голосом виступали танцівниці Настя Кондрикінська та Ірина Томілова.
У 2000 році пісня була видана 20 треком другого диска «TURBO DANCE MIX VOL.2» разом зі своїм англомовним кавером «Around The World», який був першим треком першого диска разом з піснями таких виконавців як Брітні Спірс, «Scooter» та «Bomfunk MC's».
Німецький продюсер Алекс Крістенсен зробив кавер-версію для гурту ATC. Так з'явилася композиція «Around The World», що очолила хіт-паради центральної Європи. «Руки Вверх!» отримали роялті за композицію, і, за словами Сергія Жукова вони «заробили на одній пісні більше, ніж за всі попередні роки».
За пісню «Руки Вверх!» у 2000 році також отримали від ATC у подарунок панно з двома «платиновими» дисками.
За словами автора Telegram-каналу «Русский шаффл», «Пісенька» до сих пір приносить Сергію Жукову близько мільйона доларів на рік.

## Відомі кавери

### Версія ATC: «Around the World (La La La La La)»
«Around the World (La La La La La)» є всесвітньо відомою англомовною версією пісні. Сингл випущений у 2000 році німецьким гуртом ATC, яка виконала кавер на російськомовний хіт. Пісня, їх дебютний сингл з дебютного альбому «Planet Pop» досягла першого рядка чартів у Німеччині, Австрії та Швейцарії, увійшла до ТОП-20 в Австралії, Бельгії, Канаді, Нідерландах, Фінляндії, Франції, Італії та Швеції, досягла п'ятнадцятої позиції в британському чарті синглів і двадцять восьмого на американському «Billboard Hot 100».
Пізніше, у 2009 році на «Around The World» випущений семпл Крісом Веббі.

### Версія beFour: «Magic Melody»
У 2007 році на пісню був випущений кавер німецьким поп-гуртом «Befour» під назвою «Magic Melody». Композиція вийшла 14 червня 2007 року з зміненим текстом і з'явилася у дебютному альбомі «All 4 One». Пісня досягла Топ-20 в Австрії, Німеччині та Швейцарії. Даний кавер був менш успішним на міжнародному рівні в порівнянні з оригінальною кавер-версією від ATC.
Чарти
| Чарт (2007)            | Верхня позиція |
| ---------------------- | -------------- |
| Austrian Singles Chart | 11             |
| Eurochart Hot 100      | 45             |
| German Singles Chart   | 16             |
| Swiss Singles Chart    | 14             |

Чарт за підсумками року
| Чарт (2007)          | Позиція |
| -------------------- | ------- |
| German Singles Chart | 91      |

### Версія Кароліни Маркес: «Sing La La La»
У 2013 році на пісню вийшов кавер колумбійсько-італійської співачки Кароліни Маркес під назвою «Sing La La La». Композиція видана у збірнику «Kontor Top of the Clubs Vol. 58». Ця версія включає електронні вставки виконавців Flo Rida і Дейл Сандерс, а також має додаткові зміни в тексті і включення в жанрі репу. Сингл потрапив до чартів Австрії, Франції і Швейцарії.
Список треків
1. «Sing La La La» (E-Partment Short Mix)" (3:30)
2. «Sing La La La» (E-Partment Extended Mix) (4:40)

Чарти
| Чарт (2013)                    | Верхня позиція |
| ------------------------------ | -------------- |
| Austrian Singles Chart         | 44             |
| SNEP French Singles Chart      | 81             |
| Hit Parade Swiss Singles Chart | 70             |

## Семпли
Фрагменти пісні стали предметом цілого ряду семплів, у тому числі:
- У 2009 році репер із Норуолка, штат Коннектикут, Кріс Веббі використав семпли пісні «ATC — Around The World» у своїй композиції «La La La». Цей трек з'явився у його мікстейпі «The White Noise LP».
- У 2010 році «Girlicious» використали семпл із «Песенки» в хіті «2 in the Morning», який ввійшов до альбому «Rebuilt».
- Крім того, у 2010 році, американська співачка Оберн використала частину пісні у синглі «La La La». Цей реліз фігурував у чарті Британських Віргінских островів з виконавцем Iyaz.
- У 2011 році репер Chevy Woods використав семпл в одній зі своїх пісень під назвою «She in Love». Цей трек з'явився у його мікстейпі «Red Cup Music».
- У 2013 році американський репер Dorrough використав семпл у пісні «La La La» з Wiz Khalifa. Трек підготували музичні продюсери Play-N-Skillz.
- У 2014 році Марин Монстр використав семпл пісні у синглі «Pour Commencer» з Maître Gims. Сингл фігурував у чартах Франції.
- У 2020 році російський репер Елджей використав семпл пісні у своїй спільній з Моргенштерном пісні «Lollipop».
- У 2020 році американська співачка Ava Max використала приспів пісні у своємі хіті «My head And my heart».

## Всі версії
З часу виходу у 1998 році «Песенка» побачила 25 каверів, реміксів та інших версій, що були виконані різними артистами. Всі версії композиції:
- Руки Вверх! — Песенка (Ла-ла-ла) (1998), оригінал пісні
- ATC — Around the World (травень 2000), всесвітньо відома версія і кавер
- Naked 'Round the Block — Around the World (2000), ATC кавер
- Dkay.com — Around the World (La La La La La) (2000)[15][16]
- Jamaica Soundsystem — Around the World (2001), ATC кавер
- Audiosmog — Around the World (La La La La La) (2001), ATC cover
- Max Raabe and Palast Orchester — Around the World (2001), ATC кавер
- beFour — Magic Melody (червень 2007), ATC кавер з іншим текстом пісні
- Beat Ink — Around the World (грудень 2007)
- Kollegah — Selfmade Hustler (2008)
- Chris Webby — La La La (квітень 2009)
- Teclado lindinho 2009 (2009)
- Kompulsor — Around the World (La La La) (2009)
- Kla$ & Лена — Танцуй со мной (2009)
- Auburn ft. Iyaz — La La La (2010)
- Girlicious — 2 in the Morning (2010)
- JJ — My Life (2010)
- Chevy Woods — She In Love (2011)
- Kid Ink — Fastlane (2011)
- Zed Zilla and Young Dolph — I'm Blowin (2011)
- The Disco Boys — Around the World (2012)
- Pipes — Confession (2012)
- Oregonized — Around the World (2012)
- BenNY Blanko — Peace (Interlude) (2012)
- Gromee feat. Tommy Gunn and Ali Tennant — You Make Me Say (2012)
- Carolina Marquez ft. Flo Rida & Dale Saunders — Sing La La La (2013)
- Dorrough ft. Wiz Khalifa — La La La (2013)
- Bones — HeartagramAdios (2014)
- Marin Monster ft. Maître Gims — Pour Commencer (2014)
- Metek — Le Plus Grand Fan De Metek (2014)
- Tradelove — Around the World (La, La, La) (2014)
- Black Smurf — King Smurf (2014)
- DJ Cassious — LaLaLa (2015)
- The Touch  feat. Jackie Alise  — Around the World (2016), ATC кавер
- Sound Of Legend — Sweet (La La La) (2017)
- Big Dope P — Presidential Pimpin (2017)
- Blacha — Pokerface (2018)
- Teabe — Lalala (2018)
- Alex Christensen feat. The Berlin Orchestra and Melanie C — Around the World (2018), ATC кавер
- Mount & Noize Generation — Around the World (2018), ATC кавер
- R3hab & A Touch Of Class — All Around The World (La La La) (2019), ATC кавер
- Eripe and Mario Kontrargument — Nienawiść W Rytmie Disco (2019)
- $avage Huracan  — Around The World (Remix Summer 2020)
- Элджей, MORGENSHTERN — Lollipop (2020)
- Ava Max — My Head & My Heart (2020)